# Chalinochromis brichardi
Chalinochromis brichardi es una especie de peces de la familia Cichlidae en el orden de los Perciformes.

## Morfología
Los machos pueden llegar alcanzar los 12 cm de longitud total.

## Alimentación
Come invertebrados.

## Hábitat
Es una especie de clima tropical entre 24 y 27 °C  de temperatura.

## Distribución geográfica
Se encuentran en África: lago Tanganika.